# Nicolas Cage
Nicolas Cage (rođen 7. siječnja 1964.), američki glumac, dobitnik Oscara za najbolju glavnu ulogu u filmu Napuštajući Las Vegas.

## Životopis

### Rani život
Cage je rođen kao Nicholas Kim Coppola u Long Beachu, Kalifornija. Njegov otac, August Floyd Coppola, je pisac, profesor komparativne književnosti i pionir studija o slijepima; njegova majka, Joy Vogelsang, je koreografkinja i plesačica baleta koja je patila od kronične depresije. Roditelji su mu se razveli 1976. Cageova majka ima  njemačko podrijetlo, a otac  talijansko: njegovi djed i baka s očeve strane bili su Carmine Coppola i Italia Pennino, glumica. Cage je nećak redatelja  Francisa Forda Coppole i glumice  Talije Shire, kao i rođak redateljice Sofije Coppole i glumaca Roberta Carminea i Jasona Schwartzmana. Dva Cageova brata su Christopher Coppola, redatelj, i Marc "The Cope" Coppola, poznati radijski voditelj iz New Yorka. Cage je odrastao kao  katolik.
Cage, koji je pohađao srednju školu na Beverly Hillsu (kao i kolege Albert Brooks, Angelina Jolie, Lenny Kravitz, Slash, Rob Reiner i David Schwimmer), bio je zainteresiran za glumu od malih nogu. Prva uloga bila mu je u školskoj produkciji, Golden Boy. Osim toga, dobar je prijatelj s  Johnnyjem Deppom, koji ga je nagovorio da se posveti glumi.

### Karijera
Kao tinejdžer se nije mogao zaposliti, a odbijali bi ga i tamo gdje se prijavljivao. Želeći izbjeći loš glas nepotizma, kao nećak  Francisa Forda Coppole, Cage je promijenio ime iz Nicholas Coppola u Nicolas Cage još u ranim danima svoje karijere. Novo ime pronašao je u Marvelovim stripovima, prema Lukeu Cageu, uličnom superheroju. Nakon svog debija u filmu Pobuna na vojnoj akademiji, u kojem je nastupio u epizodnoj ulozi zajedno sa  Seanom Pennom, Cage je nastupao u širokom spektru filmova, onim mainstream i onim neubičajenim, uključujući glavnu ulogu u filmu Vampirov poljubac.
Dvaput je nominiran za Oscara te je jednom i pobijedio, za ulogu suicidalnog alkoholičara u filmu Napuštajući Las Vegas. Drugu nominaciju zaradio je za ulogu stvarnog scenarista Charlieja Kaufmana i Kaufmanovog izmišljenog brata blizanca Donalda, u filmu Adaptacija. Oba ta filma bila su neuobičajeni, niskobudžetni projekti, u kojima je Cage potvrdio status superzvijezde. Unatoč ovim uspjesima, većina njegovih niskobudžetnih filmova loše su prolazili u kinima u usporedbi s više mainstream, akcijskim projektima. Na primjer, 2005. je publika ignorirala dva njegova ne-mainstream filma, Gospodar rata i Prognostičar. Unatoč dobrim kritikama za svoje izvedbe, nijedan film nije uspio postići veći uspjeh.
Najveći financijski uspjesi dolazili su s njegovim zaokretima prema akcijsko-pustolovnom stilu. U svojem financijski najuspješnijem filmu, Nacionalno blago, glumio je ekscentričnog povjesničara koji se upušta u opasnu avanturu kako bi pronašao blago skriveno pod golemim statuama američkih predsjednika. Osim tog filma, drugi akcijski hitovi s Cageom su Hrid, u kojem glumi mladog FBI-jeva stručnjaka za kemijska oružja koji uvlači na otok Alcatraz kako bi neutralizirao terorističku prijetnju, Čovjek bez lica, film Johna Wooa u kojem je nastupio u ulozi heroja i negativca, i World Trade Center, redatelja Olivera Stonea o terorističkim napadima 11. rujna 2001.
Zadnjih godina, Cage je eksperimentirao s drugim područjima vezanima uz film. Snimio je svoj redateljski debi, Sonny, niskobudžetnu dramu s Jamesom Francom u ulozi muške prostitutke kojem majka (Brenda Blethyn) služi kao svodnik. Film nije zaradio dobre recenzije, a prikazan je u ograničenom broju kina.
Više je uspjeha imao u producentskom radu. Sjena vampira bio je prvi film koji je producirala njegova kompanija Saturn Films, koju je osnovao s partnerom Normom Golightlyjem. Film je bio nominiran i za Oscara.

### Privatni život
U svojim dvadesetima hodao je s E.G. Daily dvije godine, a kasnije s  Umom Thurman. 1988. je započeo vezu s Christinom Fulton, majkom njihova sina, Westona Coppole Cagea (rođenog 26. prosinca 1990.); Weston je nastupio u Cageovom filmu Gospodar rata kao Vladimir, mladi  ukrajinski mehaničar koji brzo razmontira vojni helikopter Mi-24. Christina odgaja njihova sina u Los Angelesu.
Cage se ženio tri puta:
- O  Patriciji Arquette (8. travnja 1995. - razvod 18. svibnja 2001.) Cage je snivao još otkako ju je upoznao početkom osamdesetih. Arquette je mislila kako je on čudan, ali je odobravala njegove budalaštine kreiravši listu stvari koje bi Cage morao napraviti kako bi "osvojio njezinu ruku", uključujući pribavljanje autograma pisca pustinjaka J.D. Salingera. Međutim, kad je on ozbiljno počeo ispunjavati njezine zahtjeve, Arquette se pretsrašila i počela ga izbjegavati. Ponovno su se susreli godinama poslije i vjenčali se.
- Lisa Marie Presley (vjenčanje 10. kolovoza 2002., rastali su se u prosincu iste godine, razvod je okončan 16. svibnja 2004.) - kćer  Elvisa Presleyja, čiji je Cage veliki obožavatelj, te prema kome je temeljio svoju izvedbu u filmu Divlji u srcu. Kasnije je rekao kako je nije ni trebao oženiti.
- Njegova treća (i sadašnja) supruga, Alice Kim, korejskog podrijetla, je bivša konobarica u sushi restoranu, s kojom ima sina, Kal-Ela (rođenog 3. listopada 2005.).

## Filmografija
| Godina | Film                                     | Uloga                             | Bilješke |
| ------ | ---------------------------------------- | --------------------------------- | -------- |
| 1982.  | Pobuna na vojnoj akademiji               | Bradov prijatelj                  |          |
| 1983.  | Djevojka iz doline                       | Randy                             |          |
| 1983.  | Štemer                                   | Smokey                            |          |
| 1984.  | Utrka s mjesecom                         | Nicky i Bud                       |          |
| 1984.  | Cotton Club                              | Vincent Dwyer                     |          |
| 1984.  | Ptičica                                  | Narednik Columbato                |          |
| 1986.  | Dječak u plavom                          | Ned Hanlan                        |          |
| 1986.  | Peggy Sue se udala                       | Charlie Bodell                    |          |
| 1987.  | Arizona Junior                           | H.I. McDunnough                   |          |
| 1987.  | Začarana mjesecom                        | Ronny Cammareri                   |          |
| 1988.  | Nikad utorkom                            | Muškarac u crvenom sportskom autu |          |
| 1989.  | Poljubac vampira                         | Peter Leow                        |          |
| 1990.  | Vrijeme ubijanja                         | Enrico Silvestri                  |          |
| 1990.  | Vatrene ptice                            | Jake Preston                      |          |
| 1990.  | Divlji u srcu                            | Mornar                            |          |
| 1990.  | Zandalee                                 | Johnny                            |          |
| 1992.  | Medeni mjesec u Vegasu                   | Jack Singer                       |          |
| 1993.  | Amos i Andrew                            | Amos Odell                        |          |
| 1993.  | Deadfall                                 | Eddie                             |          |
| 1994.  | Stoljeće filma                           |                                   |          |
| 1994.  | Dobrodošli u Red Rock                    | Michael Williams                  |          |
| 1994.  | Nemoguća Tess                            | Doug Chesnic                      |          |
| 1994.  | Napojnica od 2 milijuna dolara           | Charlie Lang                      |          |
| 1994.  | Uhvaćeni u raju                          | Bill Firpo                        |          |
| 1995.  | Poljubac smrti                           | Little Junior Brown               |          |
| 1995.  | Napuštajući Las Vegas                    | Ben Sanderson                     |          |
| 1996.  | Hrid                                     | Dr. Stanley Goodspeed             |          |
| 1997.  | Con Air                                  | Cameron Poe                       |          |
| 1997.  | Čovjek bez lica                          | Castor Troy/Sean Archer           |          |
| 1998.  | Grad anđela                              | Seth                              |          |
| 1998.  | Zmijske oči                              | Rick Santoro                      |          |
| 1999.  | 8mm                                      | Tom Welles                        |          |
| 1999.  | Između života i smrti                    | Frank Pierce                      |          |
| 2000.  | Nestali za 60 sekundi                    | Randall "Memphis" Raines          |          |
| 2000.  | Daj mi sebe                              | Jack Campbell                     |          |
| 2000.  | Welcome to Hollywood                     | On sam                            |          |
| 2001.  | Talijanski vojnici                       | On sam                            |          |
| 2001.  | Mandolina kapetana Corellija             | Kapetan Antonio Corelli           |          |
| 2001.  | Christmas Carol: The Movie               | Jacob Marley (glas)               |          |
| 2002.  | Glasnici vjetra                          | Narednik Joe Enders               |          |
| 2002.  | Adaptacija                               | Charlie Kaufman i Donald Kaufman  |          |
| 2002.  | Sonny                                    | Acid Yellow i režija              |          |
| 2003.  | Šibicari                                 | Roy Waller                        |          |
| 2004.  | Nacionalno blago                         | Ben Gates                         |          |
| 2005.  | Gospodar rata                            | Yuri Orlov                        |          |
| 2005.  | Prognostičar                             | David Spritz                      |          |
| 2006.  | Mravator                                 | Zoc                               | glas     |
| 2006.  | Čovjek od pruća                          | Edward Malus                      |          |
| 2006.  | World Trade Center                       | John McLoughlin                   |          |
| 2007.  | Ghost Rider                              | Ghost Rider (Johnny Blaze)        |          |
| 2007.  | Grindhouse                               | Dr. Fu Manchu                     |          |
| 2007.  | Next                                     | Cris Johnson                      |          |
| 2007.  | Nacionalno blago: Knjiga tajni           | Ben Gates                         |          |
| 2008.  | Kaos u Bangkoku                          | Joe                               |          |
| 2009.  | Proročanstva                             | Profesor Jonathan "John" Koestler |          |
| 2009.  | G-Force                                  | Speckles the Mole                 | glas     |
| 2009.  | Bad Lieutenant: Port of Call New Orleans | Poručnik                          |          |
| 2009.  | Astro Boy                                | Dr. Tenma                         | glas     |
| 2009.  | Kick-Ass                                 | Damon Macready                    |          |
| 2010.  | Lov na vještice                          | Lavey                             |          |
| 2010.  | Čarobnjakov ucenik                       | Balthazar Blake                   |          |
| 2011.  | Taoci                                    | Kyle Miller                       |          |
| 2011.  | Put osvete                               | Milton                            |          |

## Vanjske poveznice
- Nicolas Cage u internetskoj bazi filmova IMDb-u (engl.)